# August von Adelburg
August Abramović Ritter von Adelburg (auch August d’Adelburg; * 1. November 1830 in Pera, Konstantinopel; † 20. Oktober 1873 in Wien) war ein Geiger und Komponist. Er hatte deutsch-ungarisch-kroatische Wurzeln.

## Leben

### Familie und Kindheit, 1833 bis 1850
Sein Vater war der Orientalist, Botaniker und Diplomat Eduard von Abramovicz-Adelburg (1804–1856). Er gehörte der alten kroatischen Adelsfamilie Abramović an. Während dessen Dienstzeit als erster österreichischer Dolmetsch bei der Hohen Pforte in Konstantinopel wurde August von Adelburg dort geboren. Seine Mutter war die Gräfin Helene von Franchini, deren Vater ebendort als kaiserlich-russischer Staatsrat erster russischer Dolmetsch war. Sie starb bei seiner Geburt. Die ersten neun Jahre verbrachte er in Konstantinopel und erlernte dort die griechische Sprache als Muttersprache. Ab dem Alter von fünf Jahren erhielt er Musikunterricht, ab sieben den ersten Violinunterricht. Er erhielt noch ein halbes Jahr Violinunterricht und schrieb erste Sonetten für Violine und Klavier, bevor sein Vater mit seiner Familie nach Wien abberufen wurde. Dort besuchte er in den nächsten elf Jahren die k. u. k. Theresianische Ritterakademie. 1849 verließ er trotz sehr guter Leistungen gegen die Pläne seiner Eltern, die eine diplomatische Laufbahn befürworteten, die Akademie, um sich ganz der Musik zu widmen.

### Musikalische Ausbildung und erste Jahre als Solist und Komponist, 1850 bis 1859
Er studierte jetzt bei Joseph Mayseder Violine und bei Joachim Johann Hoffmann (1786–1856) Komposition. Im Oktober 1854 beendete er zunächst seine Ausbildung und ging in Familienangelegenheiten nach Konstantinopel. Nachdem er schon in Wien als Geiger in kleinen Kreisen konzertiert hatte, gab er in Konstantinopel drei Konzerte mit Orchester. Von hier reiste er nach Smyrna, wo er auch konzertierte. Er knüpfte Kontakte nach Leipzig, ging aber zuerst für zwei Monate nach Wien. Ende November 1855 kam er das erste Mal nach Leipzig. Hier trat er das erste Mal in die große Öffentlichkeit und gab am 16. Dezember um 11.00 Uhr im Gewandhaus unter Julius Rietz in einer Matinee sein Debüt in Europa. Auf dem Programm standen eigene Kompositionen, der erste Satz des Concert dramatique für Violine und Orchester op.65, seine Violinsonate op. 76 und Le streghe op. 8 von Niccolo Paganini. Sowohl seinem Violinspiel als auch seinen Kompositionen wurden von Kritikern Talent zuerkannt, aber noch Unfertigkeit in der Ausbildung kritisiert.
Am 1. Januar 1856 konzertierte er im großherzoglichen Residenzschloss in Weimar unter Leitung von Franz Liszt wieder mit Le streghe. Am 7. Februar spielte er auf dem Hradschin in Prag vor Kaiser Ferdinand I. mit Kapellmeister Jan Nepomuk Škroup. Darauf reiste er nach Paris, wo er sich ab März 1856 aufhielt. Im Juni fuhr er wieder über Leipzig nach Prag. Am 14. Dezember starb sein Vater in Wien. Während seiner Zeit in Prag wurde in der Kreuzherrenkirche eine von ihm komponierte Messe aufgeführt. Als Geiger gab er nur in kleineren Kreisen Kostproben seines Könnens. Im März 1857 ging er für ein Konzert mit einer neu komponierten Ouvertüre und einer Sinfonie, die schon in Prag aufgeführt worden war, nach Leipzig. Im selben Monat wurden die von ihm herausgegebene Violinetüden von Violinprofessor Moritz Mildner (1812–1865) am Konservatorium in Prag als Lehrmaterial eingeführt. In einem Konzert des akademischen Lesevereins in Prag wurden seine Frohsinns-Sinfonie und seine Zigeuner-Variationen aufgeführt. Er selbst spielte den Solopart. Im Folgenden dritten Conservatoriumskonzert im April 1857 wurde seine Ouverture romantique aufgeführt. In einem Brief vom 18. April 1857, den er von Prag aus an einen unbekannten Empfänger schickte, erwähnt er die Aufführung seiner Komposition Meeresfahrt „für Sopran, Alt, Violin und Clavier, welches sehr gefallen“. Nach weiteren solistischen Auftritten verließ er Prag im Mai 1857 Richtung Konstantinopel, wo er den Sommer verbrachte. Die Meinung der Kritiker, dass er sein Können bei attestiertem Talent weiter perfektionieren müsse, war einhellig. In Konstantinopel spielte er vor Sultan Abdülmecid I., erhielt von diesem den Mecidiye-Orden vierter Klasse verliehen und widmete ihm die Symphonie-Fantasie Am Gestade des Bosporus op. 9. Im Oktober verweilte er wieder in Prag. Dort wurde in einem Konzert in der Deutschen Lesehalle Am Gestade des Bosporus aufgeführt. Anfang des Jahres 1858 leitete von Adelburg in den Donnerstagskonzerten der Theaterkapelle eine Aufführung seiner Frohsinns-Symphonie. Im März des Jahres hielt er sich in Leipzig auf und gab am 6. März im Hauptsaal der Buchhändlerbörse ein Konzert. Gespielt wurden die Ouvertüre dramatique, Am Gestade des Bosporus und eine von ihm selbst komponierte und gespielte Romanze für Violine und Klavier. Des Weiteren spielte er zwei Etüden von Charles de Beriot: La dramatique und Le Priére. Am 15. Mai kam er nach Wien und reiste später nach Pest weiter, wo in der Innerstädtischen Pfarrkirche am 11. Juli eine von ihm komponierte Messe unter Leitung des Regenschori Franz Bräuer (1839–1871) aufgeführt wurde. Auch am 8. September, dem Fest Mariä Geburt, wurde am gleichen Ort eine Messe aus Adelburgs Feder aufgeführt. Nach seinem Aufenthalt im Sommer in Pest traf er im Oktober wieder in Wien ein. Auch in Wien wurde darauf in der Piaristenkirche in der Josefstadt eine Festmesse von Adelburgs aufgeführt. Im November 1858 erschien im Verlag Witzendorf in Wien eine Sonate für Clavier und Violine und eine Symphonie für grosses Orchester. Gegen Ende des Monats reiste er wieder für zwei Wochen nach Pest. In Pest hatte er sich mit dem Klavierbauer Péter Vendelin angefreundet, dessen Tochter Mária er auch geheiratet hatte.

### Disput mit Liszt über ungarische Musik, 1859
Im Oktober 1859 veröffentlichte er im Verlag Robert Lampel die Schrift Entgegnung auf die von Dr. Franz Liszt in seinem Werke „Des Bohemiens et de leur musique en Hongrie“. In ihr stellt er sich gegen die These es gebe keine ungarische Nationalmusik, sondern nur Zigeunermusik. Das Vorwort stammte von Alexander von Cseke. In Blätter für Musik, Theater und Kunst vom 18. Oktober 1859 erwähnte der Autor als möglichen Beweggrund für die Erstellung der Schrift ein persönliches unliebsames Urtheil Liszts über von Adelburg.

### Die Jahre bis zur Uraufführung der OperZrinyí.1860 bis 1868
Im Frühsommer 1860 befand er sich mit seiner Gattin auf einer Reise nach Venedig. Auf der Rückreise besuchten sie in Graz die Brunnen-Kuranstalt Sauerbrunn. Der Instrumentenmacher Brandl in Pest machte im Juli 1860 damit Werbung, dass berühmte Geiger ihm auf der Durchreise ihre Instrumente anvertrauten. Unter den aufgeführten befand sich neben Miska Hauser und Ole Bull auch von Adelburg. Nachdem er sich im Herbst des Jahres in Wien aufgehalten hatte, ging von Adelburg über den Winter nach Athen. Anfangs des Jahres 1861 wurde in Athen von der französischen und türkischen Gesandtschaft, ihm zu Ehren eine Soiree veranstaltet. Im Mai 1861 konzertiert er wieder in Pest. Er veranstaltete gegen Ende des Jahres wöchentliche Quartettabende, an denen er mit gewissem Erfolg eigene Streichquartette zum Besten gab. Am 8. Dezember 1861, dem Fest der Unbefleckten Empfängnis wurde eine neue von ihm komponierten Messe in der Innerstädtischen Pfarrkirche uraufgeführt. Dazu wurde auch öffentlich, dass er an einer Oper, Zrínyí, arbeitete, die im Laufe des Jahres aufgeführt werden sollte. Am Ostersonntag wurde die Messe nochmals unter der Leitung von Franz Bräuer aufgeführt. Anfang August 1862 traf er wieder in Leipzig ein. Er trat hier dem Allgemeinen Deutschen Musikverein bei und veröffentlichte sein Erstes Großes Quartett für Zwei Violinen, Viola und Violoncello op. 16 bei C.F. Kahnt Musikverlag. In einem der philharmonischen Konzerte des Jahres 1864 wurde in Pest eine Sinfonie von Adelburgs aufgeführt. Im ersten Konzert führte man das erste Mal in Pest Beethovens Neunte auf. Ende 1965 vollendete er die Oper Zrínyí und ging nach einem längeren Aufenthalt in Süditalien nach Pest, um die Uraufführung der Oper vorzubereiten. Im letzten Philharmonischen Konzert am 11. März 1866 wurden Teile der Oper einschließlich der Ouvertüre aufgeführt. Im Juni 1866 ging er nach Wien und arbeitete an der Fertigstellung der Kantate Krieg und Frieden. Im Oktober 1866 wurde in Wien die wöchentlich erscheinende Aesthetische Rundschau ins Leben gerufen. Herausgeber und Redakteur war Alexander von Cseke, Musikredakteur des Pester Lloyd. Von Adelburg soll einen maßgeblichen Anteil am Zustandekommen des Projektes gehabt haben. So schrieb er das Vorwort zur ersten Ausgabe über sein historisch-dramatisches Tongemälde Zrínyí. Für das Komponieren einer Messe erhielt er im Oktober 1866 von Maximilian I., dem Kaiser von Mexiko, das Ritterkreuz des Guadalupe-Ordens verliehen. Von Adelburg soll in dieser Zeit an einer weiteren Oper namens Wallenstein gearbeitet haben. Nach einem weiteren Aufenthalt in Pest kam er Anfang Januar des Jahres 1867 wieder nach Wien. Im Rahmen einer von Alexander von Cseke jeden Freitag veranstalteten Konzertreihe, der Ästhetischen Soiree, wurde Anfang 1867 von Adelburgs erste große Violinsonate aufgeführt. Im April wurde bestätigt das Zrinyi am Pester Nationaltheater aufgeführt werden sollte. In der Ästhetischen Rundschau wurde im Mai das von Adelburg selbst verfasste Libretto vorab veröffentlicht. Es handelt von der Belagerung von Szigetvár und dem Kampf des Helden Nikolaus Zrínyí und seiner begeisterten Heerscharen gegen die Osmanen. In Die Debatte vom 7. Mai 1867 wird es jedoch, obwohl an Operntexte an keine hohen Maßstäbe gelegt werden würden, als Frevel bezeichnet, der zu haarsträubend sei, um nicht an den Pranger gestellt zu werden. Von Juni bis September 1867 hielt von Adelburg sich mit seiner Gemahlin in Ischl auf. Darauf reiste er wieder nach Leipzig. Hier gab er am 27. Oktober 1867 ein Konzert mit Orchester im Gewandhaus. Im Oktober kristallisierte sich heraus, dass von vier für die neue Saison angekündigten Opernproduktion – Don Carlos, Roméo et Juliette und Álmos von Mihály Mosonyi – im Pester Nationaltheater nur von Adelburgs Zrinyi übriggeblieben war. Im November wurde wieder mit Don Carlos und Fiesco von Gusztáv Fáy (1824–1866) geplant. Die Uraufführung von Zrínyí fand dann erst kurz vor Ende der Spielzeit am 23. Juni 1868 statt.

### Zeit nachZrinyí, letzte Lebensjahre, 1868 bis 1873
Auf seinem Weg nach Deutschland weilte er im Oktober 1868 wieder in Wien. Georg I. der König von Griechenland, beauftragte ihn mit der Komposition einer hellenischen Nationalhymne. Diese komponierte er 1869 und schickte sie im Herbst des Jahres nach Griechenland. Anfang des Folgejahres wurde das Werk für Chor und Orchester auf dem Schloßplatz in Athen uraufgeführt. Den Sommer 1871 verbrachte von Adelburg mit seiner Gattin wieder in Ischl. Gegen Ende des Jahres verweilte er in Salzburg. In dieser Zeit arbeitete er wohl an der Oper Wallenstein und an der Kantate Krieg und Frieden. Am 31. Mai 1873 meldete das Neue Fremdenblatt in Wien, dass August von Adelburg dem Wahnsinn verfallen sei und sich in einem hoffnungslosen Zustand in der Irrenanstalt Döbling befände. Er starb am 20. Oktober 1873.

## Werke (Auswahl)
Adelburg schrieb über 120 Werke – teils gedruckt, teils ungedruckt. Darunter befindet sich auch ein ungedrucktes Werk über orientalische Musik.

### Zrinyi
Historisch-dramatisches Tongemälde in 5 Aufzügen OCLC 707097781
Die Uraufführung in ungarischer Sprache fand am 23. Juni 1868 am königlich ungarischen Nationaltheater in Pest statt. Die Leitung hatte Kapellmeister Huber. Es sangen Frl. Pauli (Helene), Károly Kőszeghy (Soliman), Herr Singer (Zrínyí), Herr Ellinger (Löring), Bodorfi (Alapi), Kothis (Zrínyís Gattin)
Das Libretto, von August von Adelburg selbst geschrieben, wurde zunächst im Mai 1867 in der Ästhetischen Rundschau abgedruckt. Die literarische Vorlage bildet das Drama Zriny von Theodor Körner aus dem Jahr 1812. Von Adelburgs Frau beauftragte Kornél Ábrányi mit einer ungarischen Übersetzung. Später wurde es auch in Stuttgart bei den Gebrüdern Mäntler gedruckt. Im Fremdenblatt vom 26. Juni wurde von einem vollständigen Erfolg gesprochen. Auch die Wiener Zeitung vom 27. Juni schrieb von einem bedeutenden Erfolg und rühmte Ideenreichtum, Charakteristik und nationale Färbung. Neues Fremdenblatt merkte am 2. Juli an: Alles in diesem Werke ist darauf angelegt ein, auf seine historischen Helden stolzes Ungarnherz höher schlagen zu lassen. Ob ein Publikum anderer Nationalität sich in demselben Maße für Adelburg’s Oper erhitzen würde, ist sehr die Frage. Bis Februar 1869 war Zrínyí im Pester Nationaltheater schon siebenmal vor vollem Haus mit großem Erfolg aufgeführt worden, und von Adelburg wurde von der Kritik als renommierter Komponist bezeichnet. Die gesamte Kritik, die deutsche sowohl, wie auch die ungarische sprach sich über das dramatische Werk äußerst lobend aus. Die Presse aus Brünn bezeichnete es als Perle des Repertoires. Zrínyí stand auch im Herbst 1870 wieder auf dem Spielplan des Pester Nationaltheaters. Am 4. Oktober 1870 fand die erste Vorstellung der Saison statt und fand die günstigste Aufnahme. Etwas Besonderes war, dass von Adelburg die ganze Oper nicht in einem Nationalstil gehalten hatte, sondern da er Erfahrungen in der ungarischen und osmanischen Musikwelt hatte, für jede Szene den entsprechenden Lokalkolorit verwendete.
Inhalt: Der erste Akt spielt zunächst in einem Lager des türkischen Sultans Soliman nahe Belgrad. Es beginnt mit einem Janitscharenchor, Gesang und Tanz der Zigeuner, Gebet des Muezzin. Soliman widerspricht seinen Beratern. Statt zunächst das deutsche Lager anzugreifen, will er nach Szigetvár ziehen und die Burg Zrínyís belagern. Er nimmt Abschied von seinem Harem und führt das Heer nach Szigetvár. Im zweiten Akt gesteht in einem Duett zwischen Zrínyís Frau Eva und ihrer Tochter Ilona, die Tochter ihre Liebe zu Juranics, einem Soldaten Zrínyís. Zrínyí will Frau und Tochter in Sicherheit aus der Festung schicken, doch beide entscheiden sich, bei ihm zu bleiben. Juranics tritt ein und berichtet, dass die türkische Armee die Drau überschritten habe und schnell voranrückt. Er bittet darum, den Feind überraschen zu dürfen. Die Reaktion Ilonas verrät allen ihre Gefühle für Juranics. Dieser hält um Ilonas Hand an, erhält Zrínyís Segen und verlässt die Festung, um das türkische Heer zu überraschen. Im dritten Akt bereiten sich die Ungarn auf die Belagerung vor. Die Soldaten ziehen ihren Mut aus einem Gesang über Frauen und Wein. Unter Zrínyís Führung schwören sie bis zum letzten Blutstropfen zu kämpfen. Nach einer Szene Ilonas, die ihre Gefühle, Hoffnungen und Ängste beschreibt, kehrt der siegreiche Juranics zurück und entwickelt sich zwischen beiden ein Liebesduett. Im vierten Akt erwartet Soliman die Nachricht des Sieges, aber stattdessen treffen die vor den Ungarn geflohenen türkischen Soldaten im Lager ein. Der ungarische Soldat Alapi wurde gefangen genommen, weigert sich aber, seine Kameraden zu verraten. Er begeht Selbstmord mit einem Scimitar und verflucht die Türken mit seinen letzten Worten. Der Großwesir verlässt das Lager, um Friedensverhandlungen zu beginnen. Daraufhin stirbt der verzweifelte Soliman. Seine Odalisken verkennen die Situation, denken, er schläft und singen ihm süße Melodien. Im fünften Akt wird die Lage für Zrínyí aussichtslos. Er entscheidet, einen Ausbruch zu machen. Der Großwesir erscheint und verkündet die Gefangennahme Zrínyís Sohn, doch dieser weigert sich zu verhandeln. Sie hissen die schwarze Flagge des Todes und stecken ihre Gebäude in Brand. Ilona wandelt mit einer brennenden Kerze zwischen den Pulverfässern umher. Juranics kommt, um Abschied zu nehmen. Schließlich öffnet sich das Tor und die kleine Gruppe ungarischer Soldaten zieht gegen das riesige Heer der Türken. In dem Moment, in dem Zrínyí mit seinen Gefährten fällt, entzündet Ilona die Pulverfässer und die Festung explodiert. Die verklärten Helden entschweben mit dem Rauch zum Himmel.
Vom Theater in Zagreb war eine Aufführung dieser Oper abgelehnt worden; sie erwies sich auch als wenig bühnenwirksam. Eine weitere Oper Adelburgs aus der Zeit um 1860 kam offenbar nie zur Aufführung.

### Orchesterwerke
- Aux bords du Bosphore, [Am Gestade des Bosporus, auch Klänge des Bosporus], Symphonie-Fantasie für großes Orchester op. 9. Sultan Abdülmecid I gewidmet, 1857[112][113] I Méditations et Rêveries [Träumerische Gefühle am Gestade des Bosporus] II Chanson turque (Maneh) [Türkischer Nationalgesang] III Tempo primo (Più mosso, quasi Allegretto) Tempo primo (Più mosso, quasi Allegretto) IV Grande marche du Médjidié [Marsch des Sultans] V Final: lever de la lune et Chant nocturne sur le Bhosphore.[Aufgang des Mondes und Nachtgesang], eingespielt wurde das Werk vom Prager Sinfonieorchester unter der Leitung von Emre Araci (* 1968) und erstmals 2005 bei Kalan Müzik auf der CD Istanbul To London. Emre Aracı veröffentlicht. Am 1. April 2008 folgte eine weitere Veröffentlichung auf der CD Euro-Ottomania bei Brilliant Classics.
- Frohsinns-Sinfonie, in Leipzig und Prag aufgeführt[114][115]
- Ouverture romantique
- Wallenstein, Ouvertüre

### Vokalmusik
- Krieg und Frieden, Kantate, Oratorium
- Messen
- Te deum
- Lieder
  - Zwei Lieder op. 112[116]
    - Nr. 1: Thekla's Gesang: „Der Eichwald brauset“ aus Friedrich Schillers Wallenstein
    - Nr. 2: Im wunderschönen Monat Mai. Text: Heinrich Heine

  - In stiller Nacht. Text: Dr. A. Morawitz. Nocturno für eine Bassstimme, Dr. Heinr. Morawitz zugeeignet.[117] in ien,bei Gustav Leww 1856 veröffentlicht

### Werke für Violine und Orchester
- Violinkonzerte
  - Concerto dramatique op. 65
- Zigeuner-Variationen für Violine und Orchester[115][118]

### Kammermusik
- Streichquartette
  - Streichquartett E-Dur op. 12 OCLC 206436318
  - Streichquartett Nr. 1 a-moll op. 16. Erstes großes Quartett für zwei Violinen, Viola und Violoncello. Erstveröffentlichung 1863 bei C.F. Kahnt in Leipzig[119] OCLC 647739744
  - Streichquartett Nr. 2 Es-Dur op. 17. Zweites großes Quartett für zwei Violinen, Viola und Violoncello. Ferdinand David gewidmet. I Allegro di molto, risoluto e maestoso II Andante cantabile e doloroso III Allegro sostenuto, ma non troppo. Erstveröffentlichung 1863 bei C.F. Kahnt in Leipzig OCLC 163626139
  - Streichquartett Nr. 3 D-Dur op.18. Drittes großes Quartett für zwei Violinen, Viola und Violoncello. Erstveröffentlichung 1863 bei C.F. Kahnt in Leipzig[120]
  - Streichquartett Es-Dur op. 97. I Allegro maestoso e risoluto, II Andante doloroso, III Allegro scherzoso e leggieremente tenuto
  - Streichquartett D-Dur op. 98. I Allegro di molto, II Adagio maestoso cantabile, III Presto assai
- Streichtrios
- Klaviertrios
- Sonaten
  - Große Sonate für Klavier und Violine op. 7. Erstveröffentlichung 1857 bei C.F. Kahnt in Leipzig
  - Violinsonate op. 76.
- Thema mit konzertanten Variationen A-Dur für zwei Violinen und Cembalo op. 43, Joseph Mayseder gewidmet.
- Capriccios und Notturnos für Violine und Klavier
  - Une Soiree aux bords du Bosphore. Fantaisie Nocturne für Violine und Klavier op. 8. I Introduction, II Chanson Turque, III Barcarole, der Baronin von Prokesch-Osten zugeeignet[121]

### Schulwerke
- L'école de la vélocité [Schule der Geschwindigkeit (Geläufigkeit)] für Violine, 24 Etüden (pour perfectionner l'agilité des doigts) op. 2., publiziert bei C.F. Kahnt in Leipzig um 1855 Band 1 Nr. 1 bis 12 : OCLC 786241060 Band 2 Nr. 13 bis 24: OCLC 916015387 Hans Sitt edierte das Werk und gab es 1917 erneut bei Kahnt in Leipzig heraus: Tägliche Studien : 24 Etüden für Violine, zur Erlangung und Erhaltung der Geläufigkeit : Op. 2 OCLC 206421486 Carl Flesch nahm 1921 zwei Etüden des Werkes in Band II seiner Etüdensammlung auf, OCLC 1034861610.

## Rezeption
Adelburgs Leben wird in Mathias Énards Roman Boussole aus dem Jahr 2015, dessen deutsche Übersetzung 2016 unter dem Titel Kompass erschien, kurz beschrieben: Er habe seine Kindheit am Bosporus verbracht und sei dann in Budapest mit seiner Oper Zrinyi bekannt geworden. Mit dieser nationalen Oper habe er den Beweis zu erbringen versucht, dass die ungarische Musik, anders als Liszt behauptete, nicht auf die Musik der Zigeuner zurückgehe. „Es liegt etwas Faszinierendes darin, dass ausgerechnet ein Levantiner sich über seinen Helden, den großen Türkenhasser Nikolaus Zrinski, auf Ungarisch Miklós Zrinyi, zum Vorsänger des ungarischen Nationalismus macht; es war zweifellos dieser tiefe innere Widerspruch, der ihn in den Wahnsinn getrieben hat, einen so ernsten Wahn, dass er interniert wurde und […] daran starb. Adelburg, der erste europäische Musiker von Rang, der im Osmanischen Reich geboren wurde, beendet sein Leben in der Demenz“.